# Campeonato Nacional de Clubes em Natação
O Campeonato Nacional de Clubes em Natação iniciou-se na época desportiva de 1978-79, sendo desde os seus primórdios organizado pela Federação Portuguesa de Natação. Entre 1978 e 1986, o título de campeão nacional por equipas foi atribuído nos campeonatos de natação absolutos.

## Vencedores
Dados verificados tendo por base as informações divulgadas no site da Federação Portuguesa de Natação.

### Campeonato Nacional de Clubes
| Ano     | Absolutos                  | Absolutos                |
| ------- | -------------------------- | ------------------------ |
| 1978–79 | Sport Algés e Dafundo      | Sport Algés e Dafundo    |
| 1979–80 | FC Porto                   | FC Porto                 |
| 1980–81 | FC Porto                   | FC Porto                 |
| 1981–82 | FC Porto                   | FC Porto                 |
| 1982–83 | Sport Algés e Dafundo      | Sport Algés e Dafundo    |
| 1983–84 | FC Porto                   | FC Porto                 |
| 1984–85 | FC Porto                   | FC Porto                 |
| 1985–86 | FC Porto                   | FC Porto                 |
| Ano     | Masculinos                 | Femininos                |
| 1986–87 | SL Benfica                 | Sport Algés e Dafundo    |
| 1987–88 | FC Porto                   | SL Benfica               |
| 1988–89 | SL Benfica                 | FC Porto                 |
| 1989–90 | SL Benfica                 | FC Porto                 |
| 1990–91 | FC Porto                   | FC Porto                 |
| 1991–92 | FC Porto                   | FC Porto                 |
| 1992–93 | SL Benfica                 | SC Braga                 |
| 1993–94 | SL Benfica                 | FC Porto                 |
| 1994–95 | Sport Algés e Dafundo      | Sport Algés e Dafundo    |
| 1995–96 | Sport Algés e Dafundo      | SC Braga                 |
| 1996–97 | Sport Algés e Dafundo      | SC Braga                 |
| 1997–98 | Sport Algés e Dafundo      | FC Porto                 |
| 1998–99 | FC Porto                   | SC Braga                 |
| 1999–00 | Sport Algés e Dafundo      | FC Porto                 |
| 2000–01 | Sport Algés e Dafundo      | Sporting CP              |
| 2001–02 | Sport Algés e Dafundo      | Sporting CP              |
| 2002–03 | Sport Algés e Dafundo      | Sporting CP              |
| 2003–04 | Clube Natação da Amadora   | Sporting CP              |
| 2004–05 | Clube Fluvial Vilacondense | Sporting CP              |
| 2005–06 | Sport Algés e Dafundo      | Sporting CP              |
| 2006–07 | Sport Algés e Dafundo      | Clube Natação da Amadora |
| 2007–08 | Clube Fluvial Vilacondense | Clube Natação da Amadora |
| 2008–09 | Clube Fluvial Vilacondense | FC Porto                 |
| 2009–10 | Clube Natação da Amadora   | FC Porto                 |
| 2010–11 | Clube Natação da Amadora   | FC Porto                 |
| 2011–12 | Sporting CP                | FC Porto                 |
| 2012–13 | Sporting CP                | FC Porto                 |
| 2013–14 | Sporting CP                | FC Porto                 |
| 2014–15 | Sporting CP                | FC Porto                 |
| 2015–16 | Sporting CP                | FC Porto                 |
| 2016–17 | Sporting CP                | Sport Algés e Dafundo    |
| 2017–18 | Sporting CP                | Sport Algés e Dafundo    |
| 2018–19 | Sporting CP                | Sport Algés e Dafundo    |
| 2019–20 | Sem Campeão - Pandemia     | Sem Campeão - Pandemia   |
| 2020–21 | Sem Campeão - Pandemia     | Sem Campeão - Pandemia   |
| 2021–22 | Sporting CP                | Sporting CP              |
| 2022–23 | SL Benfica                 | Sporting CP              |
| 2023-24 | SL Benfica                 | SL Benfica               |
| 2024-25 | SL Benfica                 | Sporting CP              |

#### Títulos (Absolutos)
| Clube                 | Títulos | Anos                                                 |
| --------------------- | ------- | ---------------------------------------------------- |
| FC Porto              | 6       | 1979–80, 1980–81, 1981–82, 1983–84, 1984–85, 1985–86 |
| Sport Algés e Dafundo | 2       | 1978–79, 1982–83                                     |

#### Títulos (Masculinos)
| Clube                      | Títulos | Anos                                                                                     |
| -------------------------- | ------- | ---------------------------------------------------------------------------------------- |
| Sport Algés e Dafundo      | 10      | 1994–95, 1995–96, 1996–97, 1997–98, 1999–00, 2000–01, 2001–02, 2002–03, 2005–06, 2006–07 |
| Sporting CP                | 9       | 2011–12, 2012–13, 2013–14, 2014–15, 2015–16, 2016–17, 2017-18, 2018-19, 2021-22          |
| SL Benfica                 | 8       | 1986–87, 1988–89, 1989–90, 1992–93, 1993–94, 2022-23, 2023-24, 2024-25                   |
| FC Porto                   | 4       | 1987–88, 1990–91, 1991–92, 1998–99                                                       |
| Clube Natação da Amadora   | 3       | 2003–04, 2009–10, 2010–11                                                                |
| Clube Fluvial Vilacondense | 3       | 2004–05, 2007–08, 2008–09                                                                |

#### Títulos (Femininos)
| Clube                    | Títulos | Anos |
| ------------------------ | ------- | --- |
| FC Porto                 | 15      | 1988–89, 1989–90, 1990–91, 1991–92, 1993–94, 1997–98, 1999–00, 2008–09, 2009–10, 2010–11, 2011–12, 2012–13, 2013–14, 2014–15, 2015–16 |
| Sporting CP              | 9       | 2000–01, 2001–02, 2002–03, 2003–04, 2004–05, 2005–06, 2021-22, 2022-23, 2024-25                                                       |
| Sport Algés e Dafundo    | 5       | 1986–87, 1994–95, 2016–17, 2017-18, 2018-19                                                                                           |
| SC Braga                 | 4       | 1992–93, 1995–96, 1996–97, 1998–99 |
| Clube Natação da Amadora | 2       | 2006–07, 2007–08 |
| SL Benfica               | 2       | 1987–88, 2023-24 |